# Borneohaj
Borneohajen, Carcharhinus borneensis, är en gråhaj tillhörande släktet Carcharhinus som håller till i gränsområdet mellan indiska oceanen och stilla havet mellan latituderna 21° N och 4° S. Den blir ungefär 70 cm lång.
Arten lever i havet norr om Borneo. Den dyker till ett djup av 50 meter. Hannar blir könsmogna vid en längd av 60 cm och honor när de är cirka 65 cm långa. Honor lägger inga ägg utan föder 2 till 9 ungar efter ungefär ett år dräktighet. Ungarna är vid födelsen 24 till 28 cm långa. Antagligen blir arten liksom den småstjärtade hajen 12 år gammal.
Borneohajen är en ovanlig art av däggdjurshajarna som återfinns vid land eller i landnära områden.
Individerna fiskas intensiv. Dessutom hotas beståndet av landskapsförändringar vid kusten. Uppskattningsvis minskade hela populationen under de gångna 27 åren (räknad från 2020) med upp till 82 procent. Hajen bedöms som akut hotad på IUCN lista över hotade arter.